# Björnsjön (Daretorps socken, Västergötland)

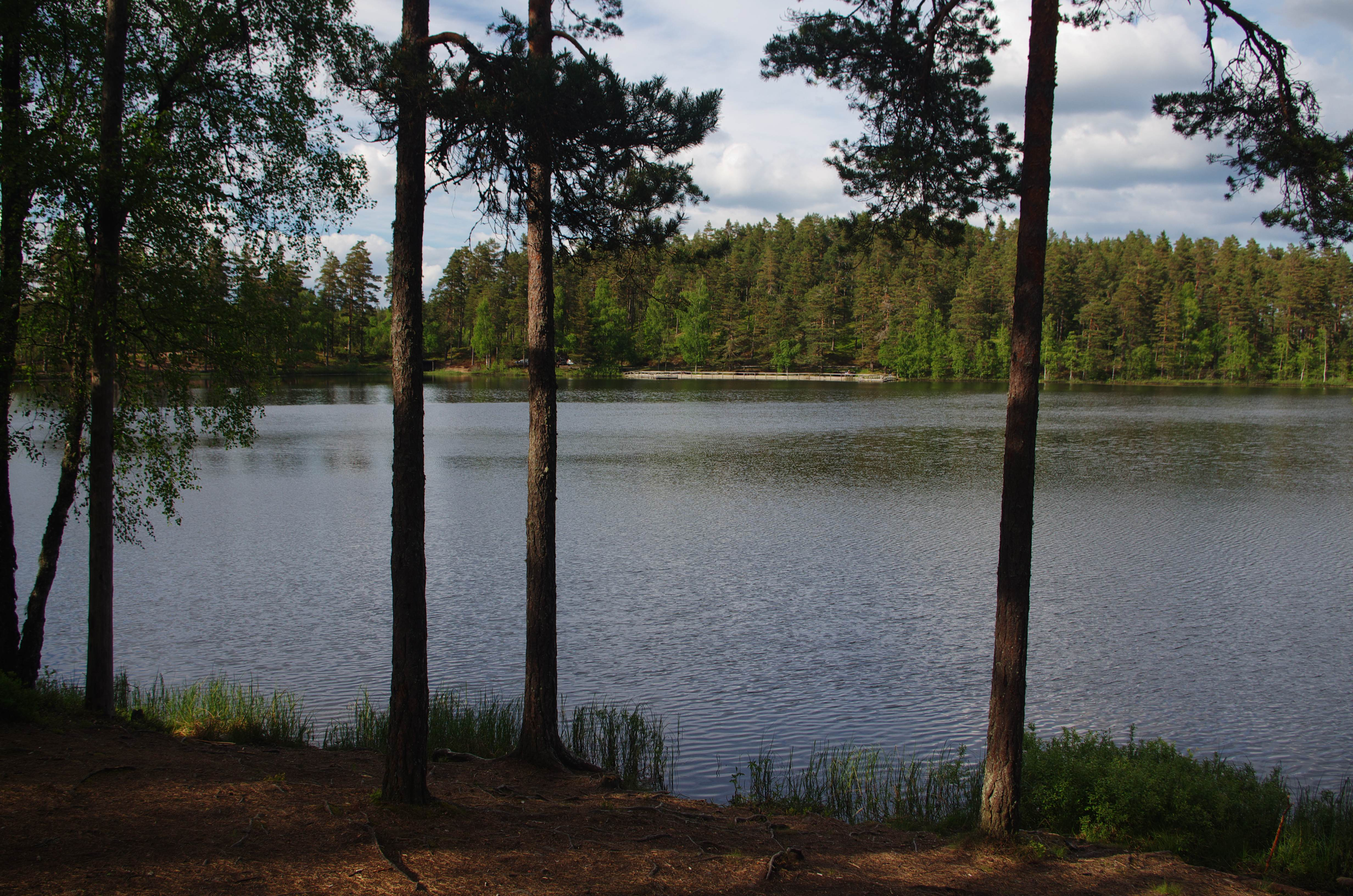
Björnsjön och de handikappanpassade fiskebryggorna på andra sidan sjön.

Björnsjön är en fiskesjö på Hökensås i Tidaholms kommun i Västergötland som ingår i Motala ströms huvudavrinningsområde. Sjön har en area på 0,0643 kvadratkilometer och ligger 242,2 meter över havet. Sjön avvattnas av vattendraget Bistocken.

## Delavrinningsområde
Björnsjön ingår i delavrinningsområde (643577-139711) som SMHI kallar för Mynnar i Svedån. Avrinningsområdets medelhöjd är 254 meter över havet och ytan är 13,15 kvadratkilometer. Det finns inga delavrinningsområden uppströms utan avrinningsområdet är högsta punkten. Bistocken som avvattnar avrinningsområdet har biflödesordning 3, vilket innebär att vattnet flödar genom totalt 3 vattendrag innan det når havet efter 200 kilometer. Delavrinningsområdet består mestadels av skog (78 %). Avrinningsområdet har 1,62 kvadratkilometer vattenytor vilket ger det en sjöprocent på 12,3 %.